# No encontré rosas para mi madre
No encontré rosas para mi madre (titulada Roses rouges et Piments verts en Francia y Peccato mortale en Italia) es una coproducción hispano-italiana-francesa de drama estrenada en España el 24 de agosto de 1973, dirigida por Francisco Rovira Beleta y protagonizada en los papeles principales por Renaud Verley, Gina Lollobrigida y Danielle Darrieux.
La película está basada en la novela hómonima del escritor español José Antonio García Blázquez publicada en 1968 y que fue finalista del Premio Alfaguara de Novela de ese año.

## Sinopsis
Teresa espera que sus ambiciones sociales sean cumplidas por su hijo Jacy. Cuando éste se entera de que su madre se está empezando a ver con un hombre, decide abandonar la casa y embarcarse en multitud de relaciones cortas con distintas mujeres. Acaba casándose con una mujer con problemas mentales, pero increíblemente rica. Mientras tanto, Teresa descubre el amor y la felicidad con un profesor de escuela.

## Reparto
- Renaud Verley como	Jacy.
- Gina Lollobrigida como Netty.
- Danielle Darrieux como Teresa / Madre de Jaci.
- Concha Velasco como África.
- Susan Hampshire como Elaine.
- Maribel Martín como Marián.
- Giacomo Rossi Stuart como Richard Leighton.
- Hugo Blanco como Toni / Amigo de Jaci.
- Eduardo Fajardo como Abogado.
- Carlos Mendy como Comisario.
- Montserrat Julió como Amiga de Teresa.
- Gustavo Re como Viejo homosexual.
- Carmen Martínez Sierra como Doña Amparo.
- José Yepes